# Accused (serie de televisión)
Accused es una serie de televisión británica creada por Jimmy McGovern y transmitida por BBC One desde 15 de noviembre de 2010.

## Elenco

### Primera temporada
Episodio 1:
- Christopher Eccleston como Willy Houlihan.
- Pooky Quesnel como Carmel Houlihan.
- Joanna Higson como Laura Houlihan.

Episodio 2:
- Benjamin Smith como Frankie Nash.
- Ben Batt como Peter McShane Jr.
- Robert Pugh como Peter McShane Sr.
- Mackenzie Crook como Alan Buckley.

Episodio 3:
- Juliet Stevenson como Helen Ryland.
- Peter Capaldi como Frank Ryland.
- Joseph Phillips como Rob Ryland.

Episodio 4:
- Andy Serkis como Liam Black.
- Jodie Whittaker como Emma.
- Tom Ellis como Neil.

Episodio 5:
- Marc Warren como Kenny Armstrong.
- Joe Duttine como Gordon.
- Jack Deam como Neil.

Episodio 6:
- Naomie Harris como Alison Wade.
- Warren Brown como David Wade.

### Segunda temporada
Episodio 1:
- Sean Bean como Simon.
- Stephen Graham como Tony.

Episodio 2:
- Anne-Marie Duff como Mo Murray.
- Olivia Colman como Sue.
- Joe Dempsie como Martin Cormack.

Episodio 3 :
- Robert Sheehan como Stephen Cartwright.
- Rachel Bilson como Charlotte Cartwright.
- John Bishop como Peter Cartwright.

Episodio 4:
- Anna Maxwell Martin como Tina.
- Ewen Bremner como Frank.
- Thomas Brodie-Sangster como Jake.

## Episodios

### Primera temporada (2010)
| N.º | Título            | Dirigido por   | Escrito por                         | Fecha de emisión original | Audiencia (millones) |
| --- | ----------------- | -------------- | ----------------------------------- | ------------------------- | -------------------- |
| 1   | «Willy's Story»   | David Blair    | Jimmy McGovern                      | 15 de noviembre de 2010   | 4,74                 |
| 2   | «Frankie's Story» | David Blair    | Jimmy McGovern                      | 22 de noviembre de 2010   | 3,39                 |
| 3   | «Helen's Story»   | Richard Laxton | Alice Nutter y Jimmy McGovern       | 29 de noviembre de 2010   | 3,84                 |
| 4   | «Liam's Story»    | Richard Laxton | Danny Brocklehurst y Jimmy McGovern | 6 de diciembre de 2010    | 3,42                 |
| 5   | «Kenny's Story»   | David Blair    | Esther Wilson y Jimmy McGovern      | 13 de diciembre de 2010   | 3,69                 |
| 6   | «Alison's Story»  | David Blair    | Jimmy McGovern                      | 20 de diciembre de 2010   | 3,19                 |

### Segunda temporada (2012)
| N.º | Título            | Dirigido por  | Escrito por                         | Fecha de emisión original | Audiencia (millones) |
| --- | ----------------- | ------------- | ----------------------------------- | ------------------------- | -------------------- |
| 1   | «Tracie's Story»  | Ashley Pearce | Shaun Duggan y Jimmy McGovern       | 14 de agosto de 2012      | 6,15                 |
| 2   | «Mo's Story»      | David Blair   | Jimmy McGovern                      | 21 de agosto de 2012      | 5,47                 |
| 3   | «Stephen's Story» | David Blair   | Danny Brocklehurst y Jimmy McGovern | 28 de agosto de 2012      | 5,18                 |
| 4   | «Tina's Story»    | Ashley Pearce | Isabelle Grey y Jimmy McGovern      | 4 de septiembre de 2012   | 4,27                 |

## Premios y nominaciones
| Año  | Premios                                | Series / Tripulación                                              | Categoría               | Resultado | Referencia |
| ---- | -------------------------------------- | ----------------------------------------------------------------- | ----------------------- | --------- | ---------- |
| 2011 | BAFTA TV Award                         | Juliet Stevenson                                                  | Mejor actriz            | Nominada  | [ 8 ]      |
| 2011 | Writer's Guild of Great Britain Awards | Jimmy McGovern, Daniel Brockelhurst, Alice Nutter y Esther Wilson | Mejor serie de drama    | Nominados | [ 9 ]      |
| 2011 | International Emmy Awards              | Christopher Eccleston                                             | Mejor actor             | Ganador   | [ 10 ]     |
| 2011 | International Emmy Awards              | Primera temporada                                                 | Mejor serie de drama    | Ganadores | [ 10 ]     |
| 2013 | Royal Television Society               | Sean Bean                                                         | Mejor actor             | Ganador   | [ 11 ]     |
| 2013 | BAFTA TV Award                         | Olivia Colman                                                     | Mejor actriz de reparto | Ganadora  |            |
| 2013 | BAFTA TV Award                         | Sean Bean y Stephen Graham                                        | Mejor actor principal   | Ganador   |            |
| 2013 | International Emmy Awards              | Sean Bean                                                         | Mejor actor             | Ganador   |            |
| 2013 | International Emmy Awards              | Segunda temporada                                                 | Mejor miniserie         | Nominados |            |